# Clostridium tetani
Clostridium tetani és un bacteri anaerobi del gènere Clostridium. Com altres bacteris del seu gènere és gram-positiu i té forma de raqueta de tenis. C. tetani es troba en forma d'espores al sòl o com paràsit en el tracte gastrointestinal dels animals. Produeix una toxina molt potent la tetanoespasmina, i causa la malaltia del tètanus que pot ser mortal en el 40% dels casos.

## Característiques
C. tetani té forma de coma i és anaerobi obligat. Durant el seu creixement vegetatiu no pot sobreviure en presència d'oxigen, és sensible a la calor i té flagels. Les seves espores són extremadament resistents a la calor i a molts antisèptics. Les espores es distribueixen àmpliament en sòls on s'ha aplicat fems i també es troben en la pell humana i en heroïna contaminada.
El tètanus no s'encomana de persona a persona i es pot prevenir amb vacunació que s'ha de repetir amb els anys.